# 路易吉·津加萊斯
路易吉·津加萊斯（Luigi Zingales，義大利語發音：[luˈiːdʒi ddziŋˈɡaːles] ; 1963年2月8日—），是芝加哥大学布斯商学院的金融学教授。他以兩部作品著稱。《從資本家手中拯救資本主義》（Saving Capitalism from the Capitalists, 2003），是对“裙帶資本主義”的研究。 在《繁榮的真諦》（, 2012）中，辛格尔斯“建议引导民粹主义的愤怒重振竞争的力量，并扭转‘裙带主義’的趨勢。” 

## 腳註
1. 1 2  Zingales, Luigi.  (学位论文). MIT. 1992  [8 December 2016]. hdl:1721.1/13214?show=full. （原始内容存档于2021-10-27）.
2. ↑  Postrel, Virginia. . The New York Times. 4 December 2003  [2021-10-24]. （原始内容存档于2021-10-27）.
3. ↑  . 博客來.   [2021-10-24]. （原始内容存档于2021-10-27）.
4. ↑  . Publishers Weekly. April 23, 2012  [2021-10-24]. （原始内容存档于2021-10-26）.
5. ↑  Plender, John. . The Financial Times. April 15, 2012  [2021-10-24]. （原始内容存档于2016-05-04）.